# Yellow Bird (cocktail)
Le Yellow Bird est un cocktail antillais à base de rhum blanc, de Galliano et de triple sec. Le Yellow Bird est un cocktail officiel de l'IBA depuis 2011.

## Histoire
Les origines du nom « Yellow Bird » sont incertaines. Certains rapportent que le nom pourrait dériver d'une chanson populaire haïtienne, Yellow Bird,, qui a été réécrite en anglais en 1957, et est devenue par la suite une sorte d'hymne national des Caraïbes grâce à la popularité acquise par son enregistrement par Harry Belafonte. Le chanteur hawaïen Arthur Lyman a publié une version de la chanson qui a atteint la quatrième place du classement Billboard en juillet 1961, et qui a été interprétée chaque semaine au Shell Bar du Hilton Hawaiian Village Waikiki Beach Resort, ce qui pourrait être le lieu d'origine du cocktail.